# Maladera yasutoshii
Maladera yasutoshii är en skalbaggsart som beskrevs av Shuhei Nomura 1974. Maladera yasutoshii ingår i släktet Maladera och familjen Melolonthidae. Inga underarter finns listade i Catalogue of Life.